# Architekturgebäude (Hochschule Darmstadt)
Das Architekturgebäude (auch Atriumsgebäude) der Hochschule Darmstadt ist ein Hochschulgebäude in Darmstadt in Hessen.

## Lage
Das Architekturgebäude der Hochschule Darmstadt befindet sich im Darmstädter Verlegerviertel auf dem Gelände des Hochschulcampus an der Havelstraße, in unmittelbarer Nähe des Hochschul-Hochhauses. Die Postadresse ist Schöfferstraße 1. Hochschulintern trägt das Gebäude die Kennziffer „B10“.

## Architektur und Geschichte
Das Gebäude des Fachbereichs Architektur (FB A) der Hochschule Darmstadt wurde 1959–1962 für die Studiengänge Architektur und Bauingenieurwesen der Staatlichen Ingenieurschule für Bauwesen („Staatsbauschule“) Darmstadt errichtet. Der Entwurf stammt aus dem Staatshochbauamt. Wegen seines charakteristischen Erscheinungsbildes wird es als das Atriumsgebäude bezeichnet. Stilistisch gehört das Gebäude zur Nachkriegsmoderne.
Das dreigeschossige Flachdachgebäude umschließt mit vier Flügeln einen annähernd quadratischen Innenhof von etwa 35 Meter × 25 Meter Größe. Die Architektur orientiert sich mit ihrer Geradlinigkeit und den großen, meist in Bändern angeordneten Fensteröffnungen, an den Prinzipien des Funktionalismus der klassischen Moderne. Die hauptsächlich verwendeten Fassadenmaterialien der Stahlbetonkonstruktion sind rote und gelbe Klinker, blau glasierte Fliesen, Sichtbeton, die dem Gebäude ein differenziertes Design und ein wertiges Erscheinungsbild verleihen. Das innere Erscheinungsbild prägen die in allen drei Geschossen um den Innenhof laufenden breiten Flure, die an der Ostseite, der Eingangsseite, so groß bemessen sind, dass sie als Arbeitsfläche für die Studierenden und Ausstellungsflächen genutzt werden können. In den zweiläufigen Treppen im Westflügel sind in den Außenwänden in jeder Etage kleine Buntglas-Beton-Fenster als Kunst am Bau eingearbeitet. Eine Bronzetafel im Flur erinnert an den ehemaligen Direktor der Staatsbauschule Hans Fürst. Die Inschrift lautet: „Dem Gedenken an Baudirektor Diplomingenieur Hans Fürst, der im Jahre 1945 die Staatsbauschule Darmstadt wieder ins Leben rief und sich mit allen Kräften für den Neubau einsetzte“.
Dem Eingang östlich vorgelagert ist ein 115 Meter langer und 7 Meter breiter Laubengang, dessen dünnes Flachdach von schlanken eisernen Rundstützen getragen wird und der über ein flaches Wasserbecken hinweg geführt ist.
Im Atrium-Innenhof befinden sich mehrere moderne Kunstwerke.

Bildergalerie zum Architekturgebäude
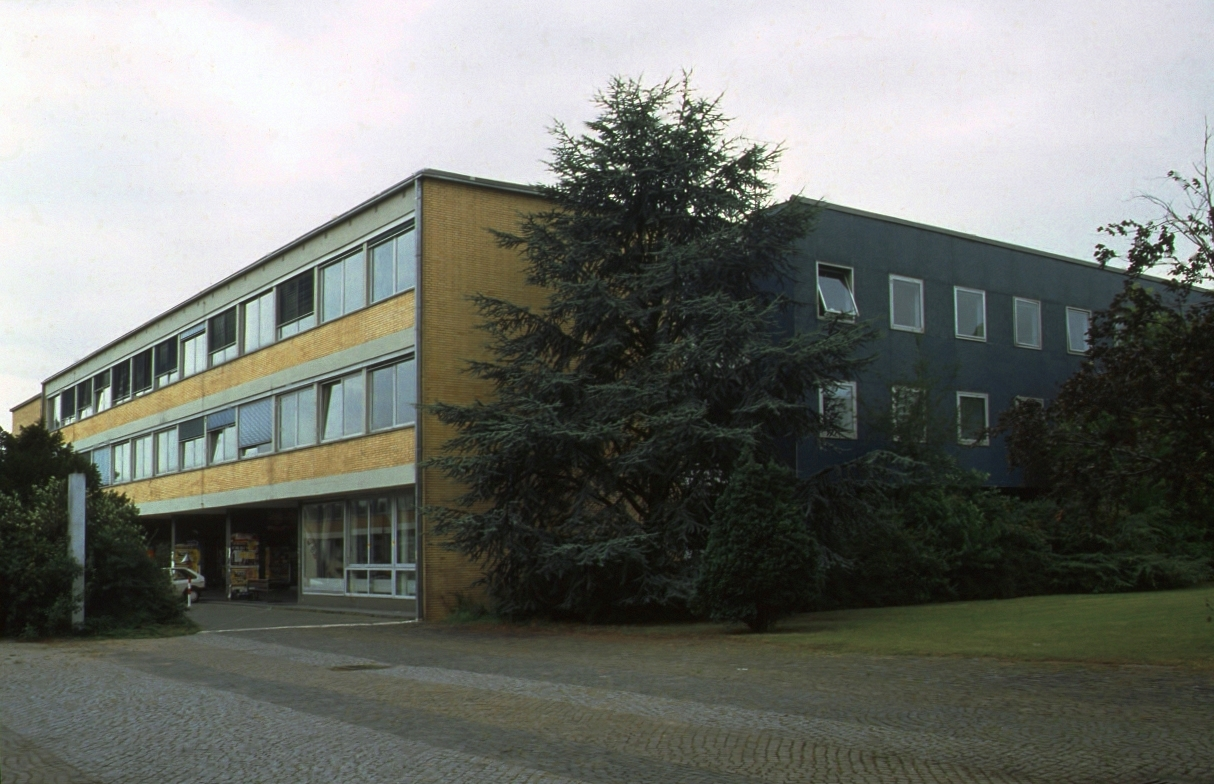
Außenansicht von Südwesten (Aufnahme 1995)
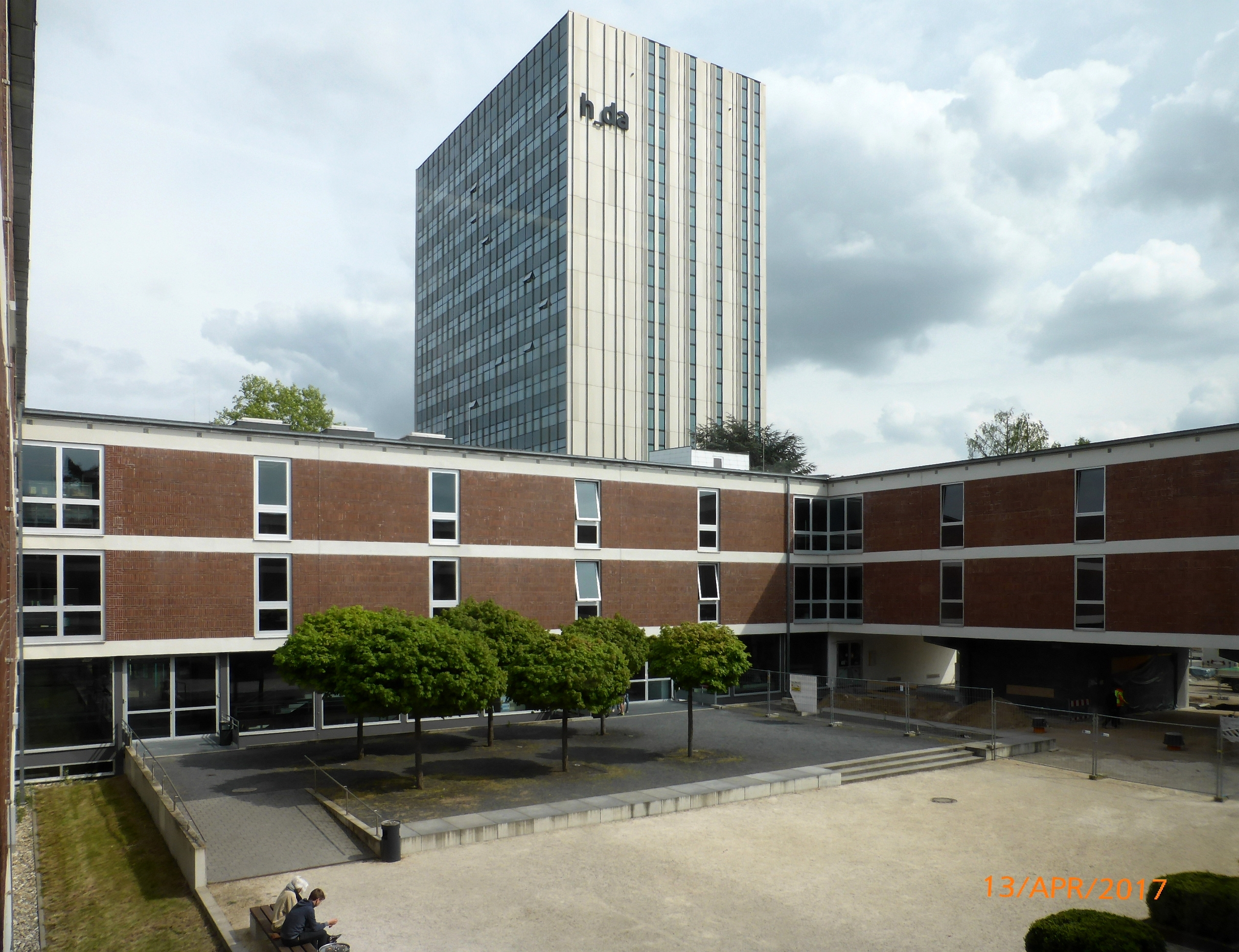
Blick in den Atriumshof nach Südosten, im Hintergrund das Hochschul-Hochhaus (Aufnahme 2017)
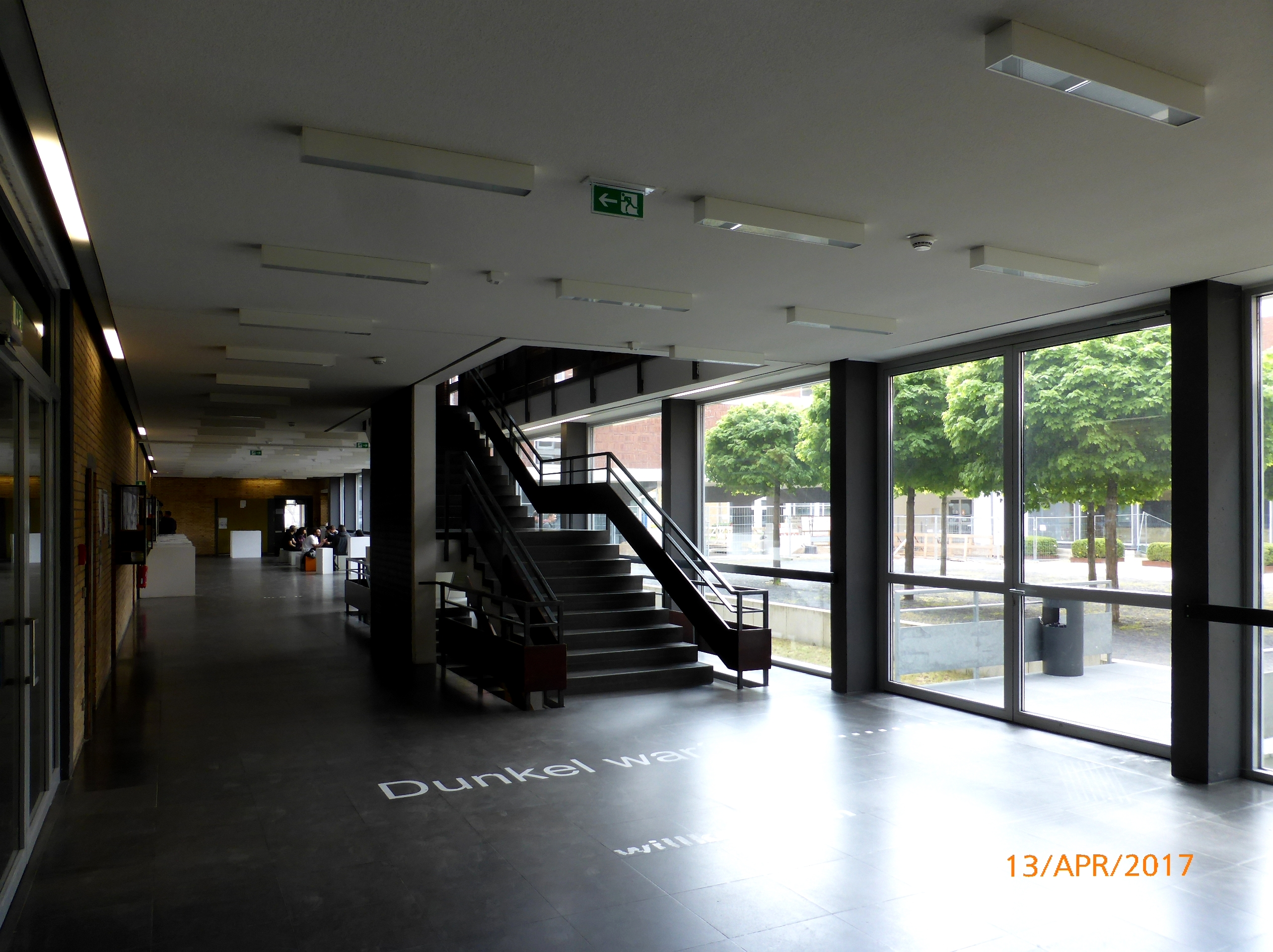
Erdgeschossflur des Ostflügels (Aufnahme 2017)
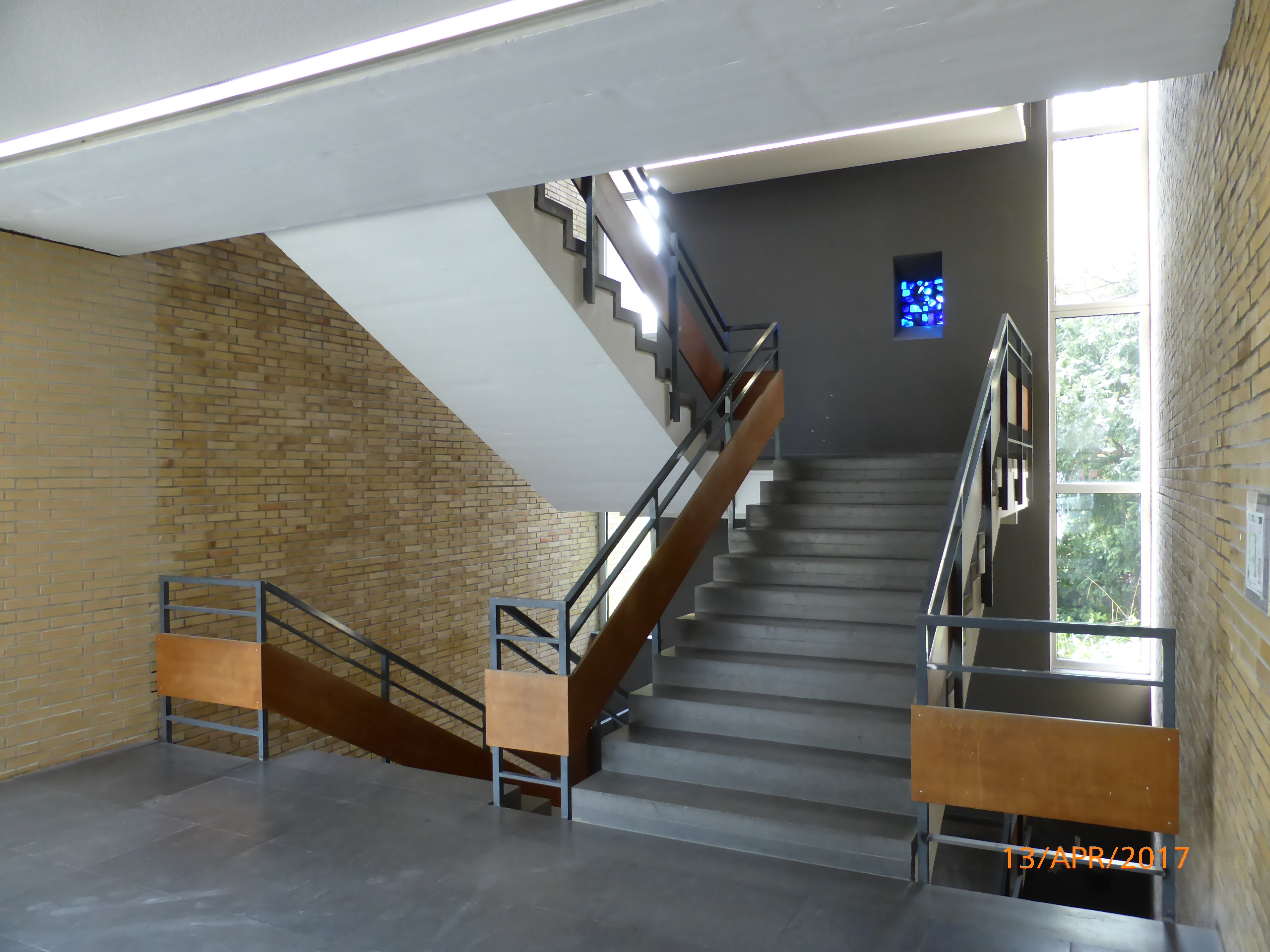
Treppenhaus (Aufnahme 2017)
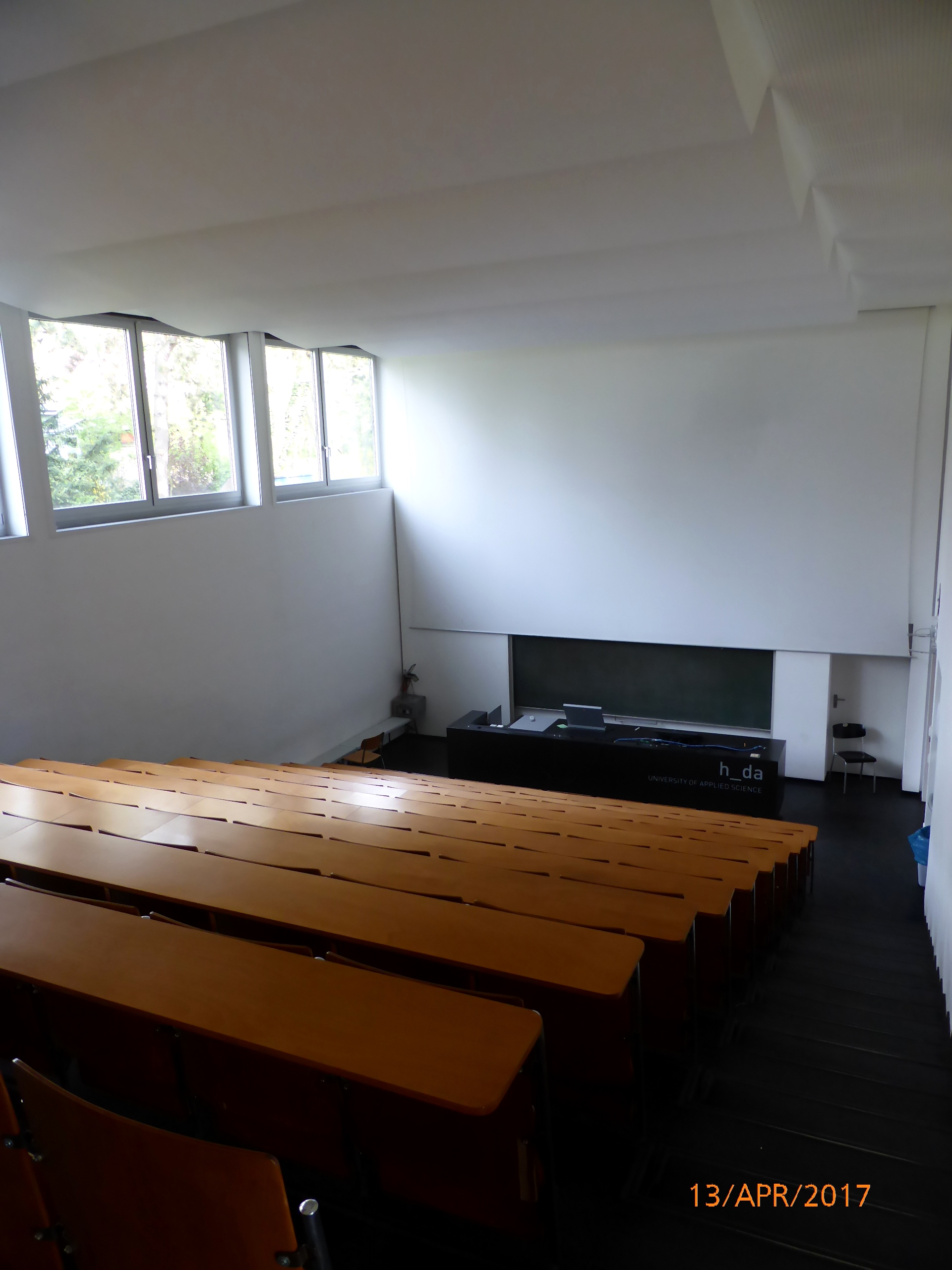
Hörsaal (Aufnahme 2017)
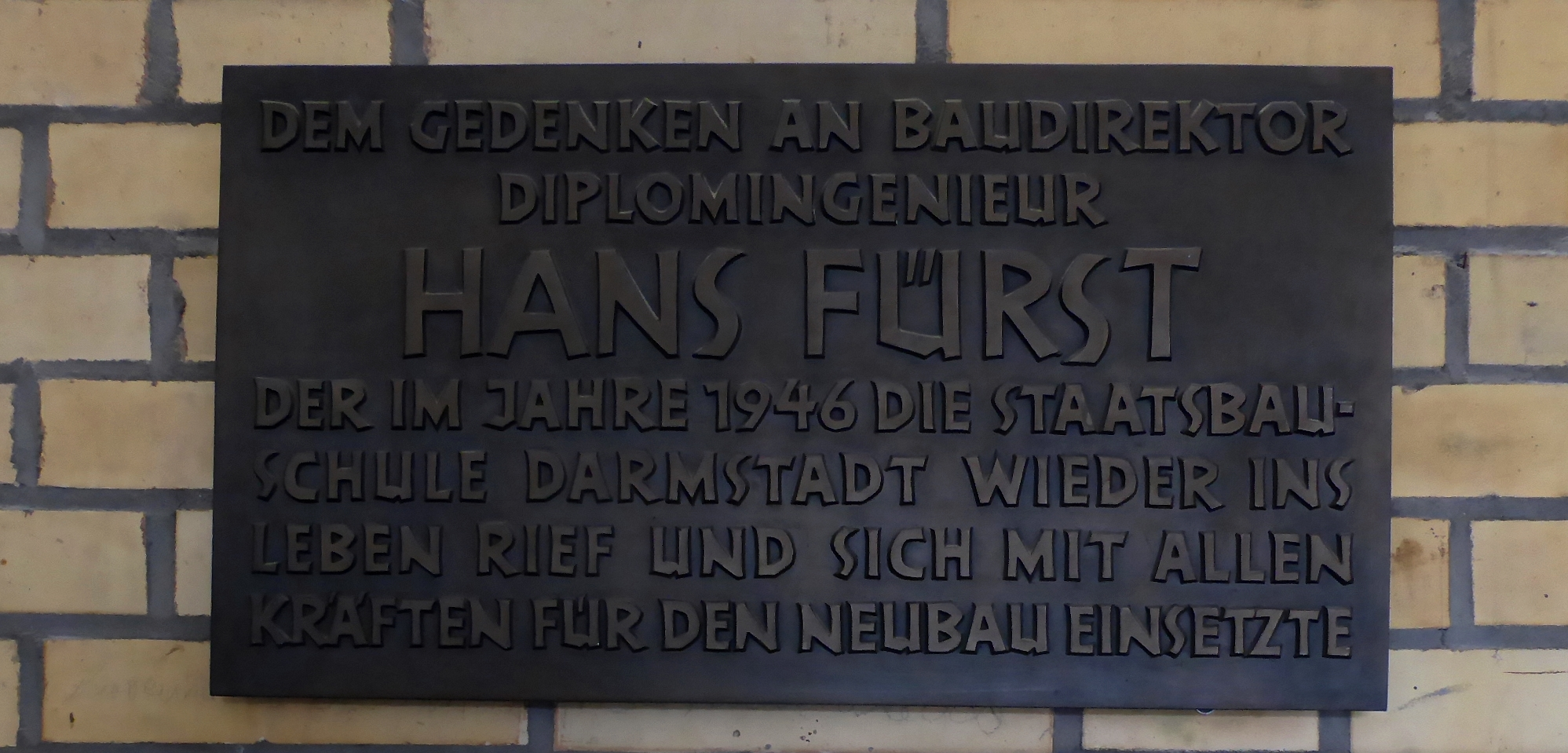
Gedenktafel für Hans Fürst (Aufnahme 2017)

## Veränderungen, Umbauten und Denkmalschutz
Das Architekturgebäude der Hochschule Darmstadt steht zusammen mit dem überdachten Laubengang und dem Wasserbecken unter Denkmalschutz. Das Landesamt für Denkmalpflege Hessen hat das Gebäude als Einzelkulturdenkmal aus künstlerischen Gründen eingestuft.
2008 wurden alle Fenster ausgetauscht. Seit 2012 wird eine energetische Sanierung des Gebäudes erwogen.
2018 wurde am Zugang zum Atrium ein Glaskubus mit einem „Lernzentrum“ im Untergeschoss eingeweiht. Die zugehörigen Räumlichkeiten befinden sich im ehemals für Lagerräume genutzten Untergeschoss. Die Planung stammt von Lengfeld & Wilisch Architekten (Darmstadt) unter Beteiligung von Architekturstudierenden der Hochschule.

## Weblink
- Raumplan des Architekturgebäudes (Digitalisat, abgerufen am 5. April 2021)